# Tadeusz Pankiewicz
Tadeusz Pankiewicz (Sambir, 21 novembre 1908 – Cracovia, 5 novembre 1993) è stato un farmacista polacco cattolico attivo nel ghetto di Cracovia sotto l'occupazione nazista. È stato riconosciuto Giusto tra le nazioni da Yad Vashem il 10 febbraio 1983 per aver salvato innumerevoli ebrei dall'Olocausto.

## Biografia
Dopo aver studiato all'Università Jagellonica di Cracovia, nel 1933 rilevò la proprietà dell'Apteka Pod Orłem fondata nel 1910 dal padre Jozef. La farmacia si trovava in Plac Zgody (già piazza Mały Rynek) nel quartiere di Podgórze.

### Nel ghetto di Cracovia

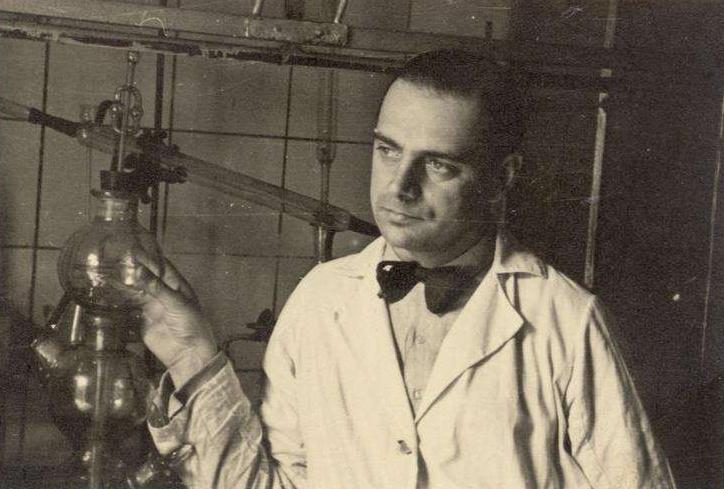
Tadeusz Pankiewicz nella sua farmacia, 1941

Con l'occupazione nazista della Polonia, nella seconda guerra mondiale, a marzo 1941 il quartiere di Podgórze fu delimitato e adibito a ghetto ebraico (ghetto di Cracovia). Quattro preesistenti farmacie non ebraiche erano incluse entro le mura, e Pankiewicz fu l'unico a rifiutare l'offerta tedesca di trasferirsi nella zona gentile della città. Gli fu dato allora il permesso di continuare a gestire l'esercizio e risiedere nei suoi locali, e ai dipendenti quello di entrare e uscire dal ghetto per lavoro.
I medicinali scarseggiavano e la farmacia li offriva ai residenti del ghetto spesso gratuitamente, migliorando così la loro qualità di vita, e in realtà contribuendo alla loro stessa sopravvivenza. Nelle sue memorie, Pankiewicz ricorda in particolare le tinture per capelli usate per i travestimenti e i tranquillanti per i bambini ansiosi che occorreva mantenere in silenzio durante le incursioni della Gestapo.
La farmacia divenne luogo di incontro dell'intellighenzia del ghetto e fulcro di attività clandestine. Pankiewicz e il suo staff, Irena Drozdzikowska, Helena Krywaniuk e Aurelia Danek, rischiarono spesso la vita in simili attività, come il contrabbando di cibo e la diffusione di informazioni, e offrendo rifugio nei locali dell'esercizio agli ebrei minacciati di deportazione nei campi di concentramento.

### Dopo la guerra
Il 10 febbraio 1983 Tadeusz Pankiewicz fu riconosciuto Giusto tra le nazioni per la sua attività di salvataggio degli ebrei in tempo di guerra. Nell'aprile dello stesso anno presenziò all'inaugurazione del museo memoriale nazionale allestito nell'Apteka. Morì nel 1993 e fu sepolto nel cimitero di ulica Rakowicka a Cracovia. Il museo presenta la storia ebraica di Cracovia con particolare attenzione all'epoca del ghetto, e include una mostra sull'attività di Pankiewicz e del suo staff. Nel 2003 è stato affiliato al museo storico di Cracovia.
La farmacia è raffigurata in Schindler's List e il regista Steven Spielberg ha donato 40000 dollari destinandoli alla conservazione dell'edificio, il che gli ha valso l'assegnazione del premio Mecenas Kultury Krakowa 2004.

## Opere
- Tadeusz Pankiewicz, The Krakow Ghetto Pharmacy, traduzione di Garry Malloy, Cracovia, Wydawnictwo Literackie, 2013, ISBN 978-83-08-05114-6.